# 에노구치정
에노구치정(일본어: 江ノ口町)은 일본 고치현 도사군에 있던 정이다. 현재의 고치시 중심부의 서쪽 방향에 해당한다.

## 역사
- 1889년 4월 1일 - 정촌제 시행에 의해 5촌의 구역으로 성립하였다.
- 1917년 3월 15일 - 고치시에 편입해 동일 에노구치정은 폐지, 이후 고치시 에노구치가 되었다.

## 교통

### 철도
현재는 구촌지역에 일본국유철도 도산선. 고치역, 이리아케역, 도사덴 교통 에키마에선의 고치역마에 정류장이 소재하지만 당시엔 미개통

## 참고 문헌
- 角川日本地名大辞典編纂委員会,『角川日本地名大辞典 39 高知県』1983, 角川書店